# Andrzej Baj

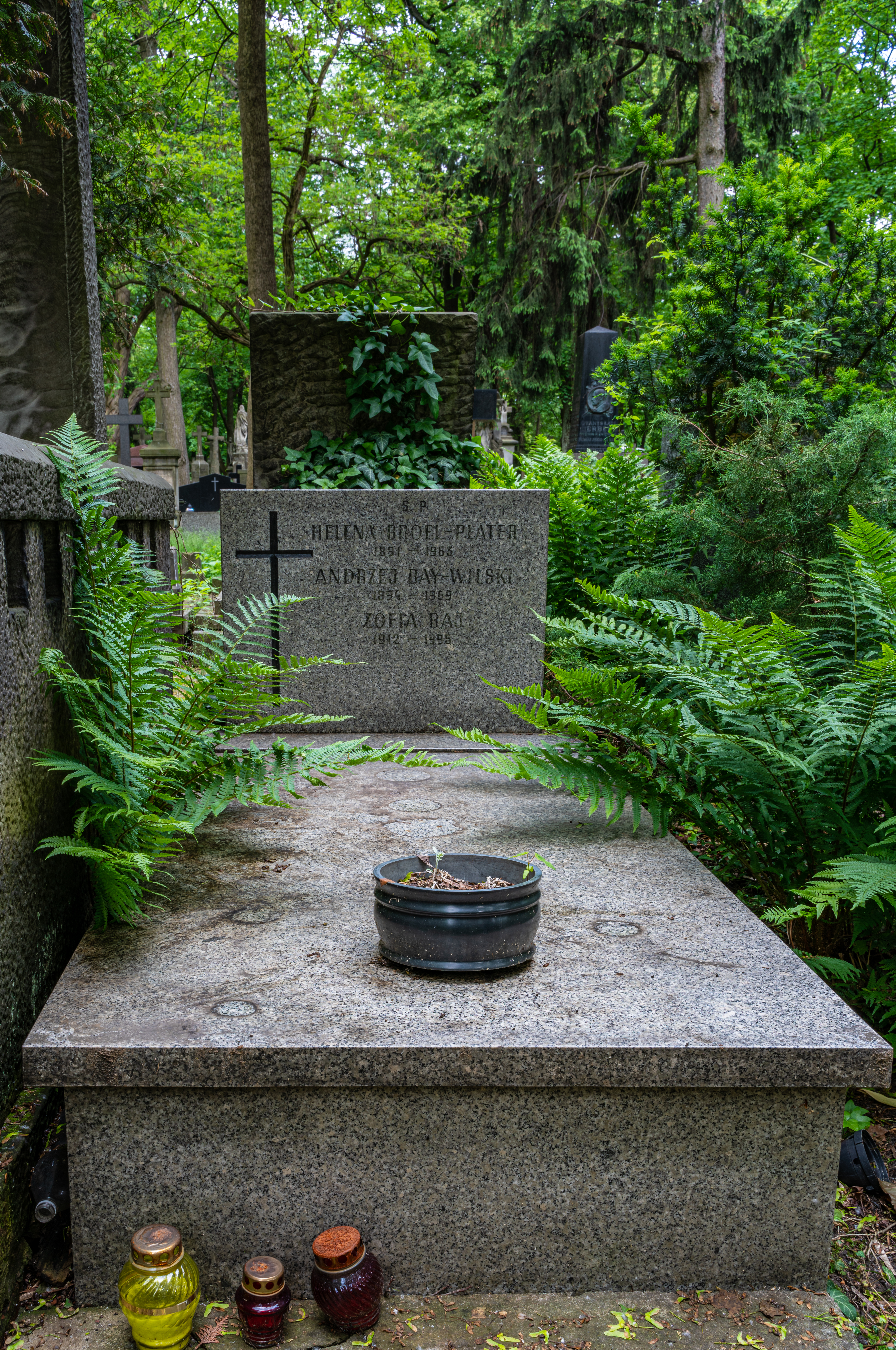
Grób Andrzeja Baja na cmentarzu Powązkowskim

Andrzej Baj ps. „Wilski”, również używający pisowni „Bay” (ur. 23 listopada 1894, zm. 1 marca 1969 w Warszawie) – porucznik piechoty Wojska Polskiego, członek POW, kawaler Krzyża Niepodległości i Krzyża Walecznych, burmistrz Terespola (1935–1939).

## Życiorys
Wiosną 1919 roku wstąpił do organizującego się 34 pułku piechoty. W jego szeregach walczył na wojnie z bolszewikami. 3 lipca 1919 roku wyróżnił się męstwem w boju pod Horodyszczem, w czasie którego został ranny. Dowodził wówczas plutonem, który desantował się z motorówki nr IV, której dowódcą był ppor. mar. Karol Taube z Flotylli Pińskiej. Następnie dowodził kompanią i awansował kolejno na chorążego i podporucznika. W sierpniu 1920 roku wysadził most na Bugu pod Sławatyczami przed atakiem Armii Czerwonej. W 1921 roku został przeniesiony do rezerwy.
Zweryfikowany w stopniu porucznika ze starszeństwem z dniem 1 czerwca 1919 i 6278. lokatą w korpusie oficerów rezerwowych piechoty. Posiadał przydział w rezerwie do 34 pp. W 1934 roku, jako oficer pospolitego ruszenia pozostawał w ewidencji Powiatowej Komendy Uzupełnień Biała Podlaska. Posiadał przydział do Oficerskiej Kadry Okręgowej Nr IX. Był wówczas „przewidziany do użycia w czasie wojny”.
W 1935 roku w wyborach samorządowych zostaje wybrany burmistrzem Terespola. Gospodarstwo wraz z młynem zostaje wydzierżawione, a on wraz z żoną przenosi się do Terespola. Był jednym z inicjatorów budowy Hal Targowych w Terespolu, nowoczesnej rzeźni miejskiej, wybrukowano kilka odcinków ulic oraz oświetlono miasto, przedłużając sieć elektryczną z Brześcia. Na stanowisku burmistrza pracuje do połowy września 1939 r., a następnie ukrywa się przed Gestapo. Żona przenosi się  w tym czasie do rodziny do Warszawy. Na przełomie 1939 i 1940 roku, używając pseudonimów „Wujek” i „Wilski”, organizował struktury Służby Zwycięstwu Polski w powiecie bialskim. 
Zmarł w 1969 roku w Warszawie. Został pochowany na Starych Powązkach jako Andrzej Bay-Wilski (kwatera 83-4-16).

## Ordery i odznaczenia
- Krzyż Niepodległości – 4 listopada 1933 roku „za pracę w dziele odzyskania niepodległości”[15]
- Krzyż Walecznych „za czyny męstwa i odwagi wykazane w bojach toczonych w latach 1918-1921” – czterokrotnie[16]
- Odznaka za Rany i Kontuzje z jedną gwiazdką – 2 lipca 1921[17]
- Odznaka Dywizji Podlaskiej „Za męstwo” – 1 sierpnia 1919[18]
- Odznaka Pamiątkowa Frontu Litewsko-Białoruskiego – 21 marca 1921[19]